# リリアン・J・ブラウン
リリアン・J・ブラウン（Lilian Jackson Braun Bettinger、1913年6月20日 - 2011年6月4日）は、アメリカ合衆国の推理作家。代表作は、2匹のシャム猫「ココとヤムヤム」と記者のジェイムズ・クィラランらが主人公の「シャム猫ココシリーズ」。

## 経歴
10代の頃からミシガン州デトロイトの新聞『デトロイト・ニュース』にスポーツの詩や、デトロイトのデパートの広告記事などを書いていた。その後は同じくデトロイトの新聞社である《デトロイト・フリー・プレス》に記者として1979年に退職するまで約30年勤めた。
1962年、飼い猫のシャム猫がマンションの10階から突き落とされて殺された怒りと悲しみを忘れるために、記者業の傍ら執筆した短編「マダム・フロイの罪」（原題：The Sin of Madame Phloi）が『エラリー・クイーンズ・ミステリ・マガジン』6月号に掲載され作家としてデビューした。この作品は「The Best Ditective Stories of 1963」に選出され、エラリー・クイーンに「もっと猫の話を書くよう」勧められたことから、ココ・シリーズ執筆の契機となった。
1966年から1968年にかけて、『猫は手がかりを読む』（原題：The Cat Who Could Read Backwords）、『猫はソファをかじる』（原題：The Cat Who Ate Danish Modern）、『猫はスイッチを入れる』（原題：The Cat Who Turned On and Off）の3作を出版したが、当時、猫は不人気のペットであったため第4作『猫は殺しをかぎつける』（原題：The Cat Who Saw Red）は出版社の事情でお蔵入りとなり、その間に夫の死など生活に追われている内に、シリーズのことは忘れてしまったという。
その後、『猫は殺しをかぎつける』の原稿を読んだ再婚相手で俳優のアール・ベッティンガー (Earl Bettinger) の薦めで原稿をバークリー・ブックス（ペンギン・グループの傘下）に送り、1986年に約18年ぶりに作家として復帰し（当時73歳）、前3作も同社から再版され、ベストセラー作家の仲間入りを果たした。同作はアメリカ探偵作家クラブ賞の最優秀ペーパーバック賞にノミネートされた。その後も精力的に執筆を続け、生涯に長編29冊、短編集1冊、番外編2冊を発表した。
ココシリーズは、2007年1月に第29作『猫はひげを自慢する』（原題：The Cat Who Had 60 Whiskers）が出版された後、第30作として『The Cat Who Smelled Smoke』のタイトルが発表されていたが、刊行には至らなかった。晩年はノースカロライナ州トライオンに夫と2匹の猫と共に暮らし、2011年6月4日にサウスカロライナ州ランドラムのホスピスで死去した。尚、ブラウンはプライベートに関しては秘匿する方針を貫いていたため、正確な生年月日は編集者も知らず、彼女の死去と共に明かされた。生前のインタビューでは「精神年齢は35、肉体年齢は50、実年齢はお答えしないことにしています」と語っていた。
また、彼女は「テクノフォビア」という最新技術に対して恐怖症ともいうべき症状を有していたようで、執筆にはタイプライターを使い続けていた。

## 作品リスト

### シャム猫ココシリーズ
シリーズの詳細についてはシャム猫ココシリーズ参照。 日本語の翻訳版は羽田詩津子の訳でハヤカワ・ミステリ文庫から刊行されている。
| #  | 邦題                           | 原題                               | 刊行年 | 刊行年月   | ISBN                   |
| -- | ------------------------------ | ---------------------------------- | ------ | ---------- | ---------------------- |
| 1  | 猫は手がかりを読む             | The Cat Who Could Read Backwards   | 1966年 | 1988年11月 | ISBN 4-15-077202-9     |
| 2  | 猫はソファをかじる             | The Cat Who Ate Danish Modern      | 1967年 | 1989年8月  | ISBN 4-15-077203-7     |
| 3  | 猫はスイッチを入れる           | The Cat Who Turned On and Off      | 1968年 | 1990年4月  | ISBN 4-15-077204-5     |
| 4  | 猫は殺しをかぎつける           | The Cat Who Saw Red                | 1986年 | 1988年5月  | ISBN 4-15-077201-0     |
| 5  | 猫はブラームスを演奏する       | The Cat Who Played Brahms          | 1987年 | 2001年6月  | ISBN 4-15-077220-7     |
| 6  | 猫は郵便配達をする             | The Cat Who Played Post Office     | 1987年 | 2002年1月  | ISBN 4-15-077221-5     |
| 7  | 猫はシェイクスピアを知っている | The Cat Who Knew Shakespeare       | 1988年 | 1991年1月  | ISBN 4-15-077206-1     |
| 8  | 猫は糊をなめる                 | The Cat Who Sniffed Glue           | 1988年 | 1991年9月  | ISBN 4-15-077207-X     |
| 9  | 猫は床下にもぐる               | The Cat Who Went Underground       | 1989年 | 1993年9月  | ISBN 4-15-077208-8     |
| 10 | 猫は幽霊と話す                 | The Cat Who Talked to Ghosts       | 1990年 | 1994年4月  | ISBN 4-15-077209-6     |
| 11 | 猫はペントハウスに住む         | The Cat Who Lived High             | 1990年 | 1994年12月 | ISBN 4-15-077210-X     |
| 12 | 猫は鳥を見つめる               | The Cat Who Knew a Cardinal        | 1991年 | 1995年4月  | ISBN 4-15-077211-8     |
| 13 | 猫は山をも動かす               | The Cat Who Moved a Mountain       | 1992年 | 1995年11月 | ISBN 4-15-077212-6     |
| 14 | 猫は留守番をする               | The Cat Who Wasn't There           | 1992年 | 1996年8月  | ISBN 4-15-077213-4     |
| 15 | 猫はクロゼットに隠れる         | The Cat Who Went into the Closet   | 1993年 | 1997年9月  | ISBN 4-15-077214-2     |
| 16 | 猫は島へ渡る                   | The Cat Who Came to Breakfast      | 1994年 | 1997年12月 | ISBN 4-15-077215-0     |
| 17 | 猫は汽笛を鳴らす               | The Cat Who Blew the Whistle       | 1994年 | 1998年8月  | ISBN 4-15-077216-9     |
| 18 | 猫はチーズをねだる             | The Cat Who Said Cheese            | 1996年 | 1999年5月  | ISBN 4-15-077217-7     |
| 19 | 猫は泥棒を追いかける           | The Cat Who Tailed a Thief         | 1997年 | 1999年12月 | ISBN 4-15-077217-7     |
| 20 | 猫は鳥と歌う                   | The Cat Who Sang for Birds         | 1998年 | 2000年6月  | ISBN 4-15-077219-3     |
| 21 | 猫は流れ星を見る               | The Cat Who Saw Stars              | 1999年 | 2002年6月  | ISBN 4-15-077222-3     |
| 22 | 猫はコインを貯める             | The Cat Who Robbed a Bank          | 2000年 | 2002年12月 | ISBN 4-15-077223-1     |
| 23 | 猫は火事場にかけつける         | The Cat Who Smelled a Rat          | 2001年 | 2003年6月  | ISBN 4-15-077224-X     |
| 24 | 猫は川辺で首をかしげる         | The Cat Who Went Up the Creek      | 2002年 | 2004年2月  | ISBN 4-15-077225-8     |
| 25 | 猫は銀幕にデビューする         | The Cat Who Brought Down the House | 2003年 | 2005年2月  | ISBN 4-15-077226-6     |
| 26 | 猫は七面鳥とおしゃべりする     | The Cat Who Talked Turkey          | 2004年 | 2006年1月  | ISBN 4-15-077228-2     |
| 27 | 猫はバナナの皮をむく           | The Cat Who Went Bananas           | 2005年 | 2006年6月  | ISBN 4-15-077229-0     |
| 28 | 猫は爆弾を落とす               | The Cat Who Dropped a Bombshell    | 2006年 | 2006年12月 | ISBN 4-15-077230-4     |
| 29 | 猫はひげを自慢する             | The Cat Who Had 60 Whiskers        | 2007年 | 2007年6月  | ISBN 978-4-15-077231-4 |

### その他
- 猫は14の謎を持つ　The Cat Who Had 14 Tales（1988年） - 猫が登場するがココ・シリーズではない
- Qwilleran's Short and Tall Tales【短編集・未訳】（2002年） - ココ・シリーズの主人公クィラランが作中で企画した作品
- 猫は日記をつける　The Private Life of the Cat Who... Tales of Koko and Yumyum from the Journal of James Mackintosh Qwilleran（2003年） - クィラランが書いた日記という設定で書かれた作品